# Color framing
En enginyeria de vídeo, l'elaboració de color és la seqüència de quadres de color dels camps en un vídeo compost del senyal a través del qual el temps d'imatges de vídeo i subportadora de crominància del senyal de temps-en particular, la de l'explosió del color - cicle a través de totes les relacions de fase possible.
La naturalesa exacta de la seqüència de quadres de color depèn de l'estàndard de vídeo que s'utilitza. En el cas dels tres compostos principals estàndards de vídeo, PAL vídeo té un nen de 8 de camp (4 marc) Marc de seqüència de colors, i NTSC i SECAM ambdós tenen 4 camps (2 quadres) marc de seqüències de colors.
Preservar la seqüència d'elaboració de color de vídeo a través de canvis i entre els canals d'efectes de vídeo era una qüestió important a principis de compost analògic cinta de vídeo d'edició de sistemes, com talls entre les seqüències de color diferent podria causar salts en subportadora de fase, i la barreja de dos senyals diferents de domini de camp resultat seria en els artefactes de color en la part del senyal que no estava en sintonia amb la seqüència de la sortida del marc de color.
Per ajudar a prevenir aquests problemes, el codi de temps SMPTE conté una mica l'elaboració de color, que pot ser utilitzat per indicar que el material de vídeo el codi de temps es refereix a continuació una convenció estàndard pel que fa a la sincronització de codi de temps de vídeo i la formulació de seqüència de colors. Si el bit de color elaboració es va crear en ambdós tipus de material, el sistema d'edició podria llavors assegureu-vos sempre que l'elaboració de color es conserva en restringir decisions d'edició entre les fonts d'entrada per mantenir la correcta relació entre les seqüències de codi de temps i, per tant, les seqüències d'elaboració de color.
L'elaboració de color s'ha convertit en gran manera una qüestió d'interès històric, en primer lloc amb l'arribada de la dècada de 1980 de la tecnologia digital de vídeo compost per la correcció de la base de temps i emmagatzema el marc, el que podria regenerar la seqüència de quadres de color d'un senyal compost en qualsevol fase, i més tard amb analògic de vídeo per components d'edició i moderns de vídeo digital de sistemes, en quina fase subportadora ja no és rellevant.